# Karl Exner (Physiker)

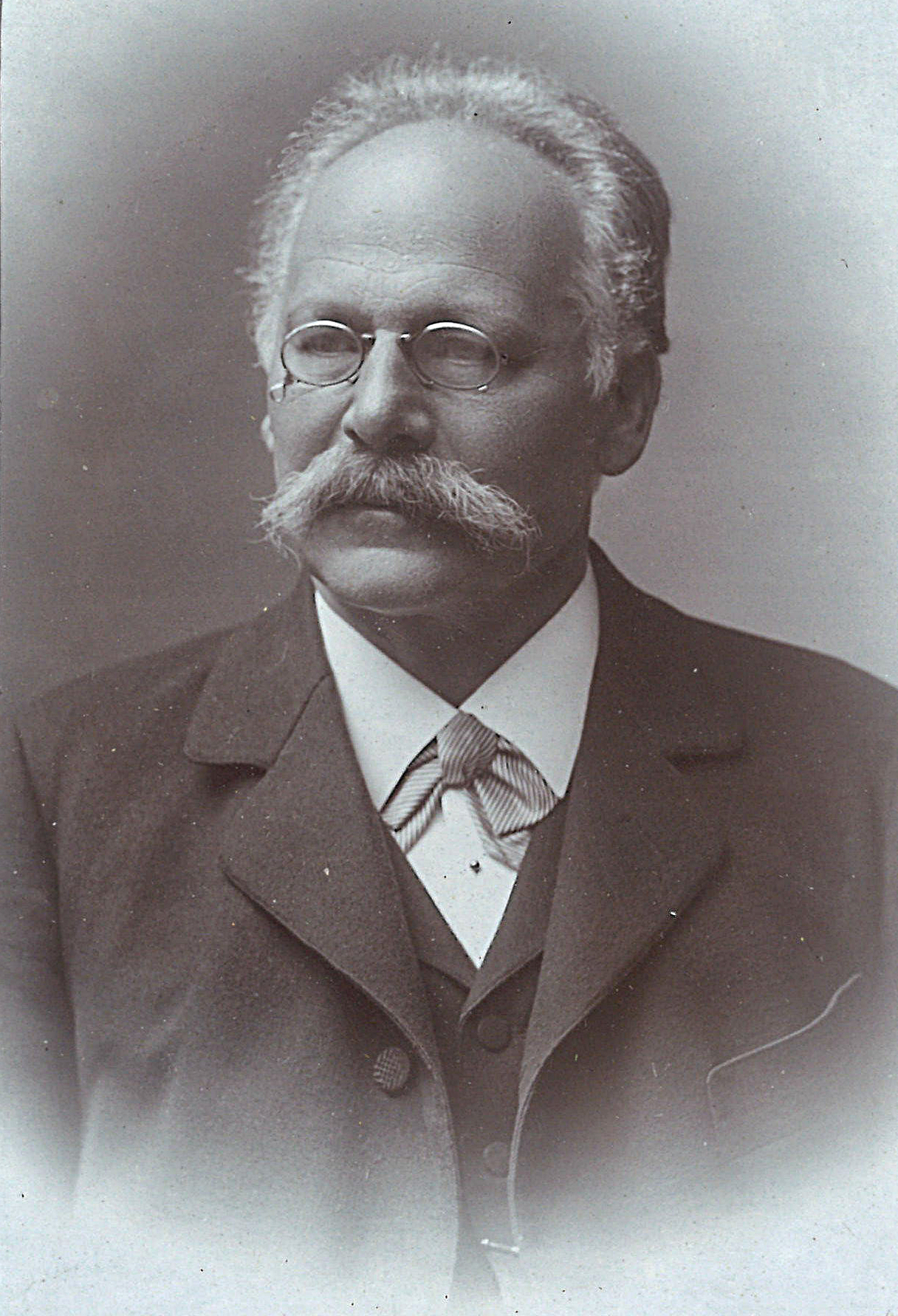
Karl Exner porträtiert für ein Fakultätsfotoalbum der Universität Innsbruck.

Karl Exner (* 26. März 1842 in Prag; † 11. Dezember 1914 in Wien) war ein österreichischer Mathematiker und Physiker.

## Leben
Karl Exner war der zweite Sohn des Franz Serafin Exner und seiner Frau Charlotte Dusensy. Er hatte vier Geschwister: Adolf, Sigmund, Marie und Franz Serafin. Er studierte nach dem Besuch des Schottengymnasiums in Wien, Zürich und Freiburg Mathematik und Physik, legte 1865 die Lehramtsprüfung für diese Fächer ab, erhielt 1870 das Diplom eines Dr. phil. der Universität Freiburg i.Br. und war zunächst von 1871 bis 1874 als Supplent (Hilfslehrer) in Mödling, Troppau und Wien tätig. Er war mit Henriette Wagner (* 1863) verheiratet. Vorübergehend hörte er Vorlesungen am Eidgenössischen Polytechnikum in Zürich. 1892 habilitierte er sich als Privatdozent für theoretische Physik an der Universität Wien. 1894 folgte er einem Ruf auf das Ordinariat für mathematische Physik in Innsbruck, das er bis 1912 innehatte.

## Bedeutung
Er beschäftigte sich unter anderem mit der Wellentheorie des Lichts und geometrischen Problemen und zeichnete sich durch innovative Ideen und experimentelles Geschick aus. So gelang es ihm, die Newtonschen Farbenringe theoretisch zu deuten, er beschäftigte sich mit meteorologischer Optik und dem Funkeln der Sterne. Er erhielt 1890 den sehr angesehenen Baumgartner-Preis der Wiener Akademie, den später vor allem bedeutende Wissenschaftler aus dem Ausland wie Lenard, Röntgen und Einstein erhielten, und einen Preis der chemisch-physikalischen Gesellschaft in Wien. 
Eine schwere Krankheit zwang Exner 1904, sich in den Ruhestand zurückzuziehen.

## Schriften
- Über das Funkeln der Sterne. (1881)
- Vorlesungen über die Wellentheorie des Lichts., zwei Bände (1881/87)